# Catena Costiera (California)
La Catena Costiera della California (California Coast Range in inglese) individua il gruppo montuoso che corre lungo la costa dell'Oceano Pacifico nello stato della California, negli Stati Uniti d'America. Infatti ad ovest delle Montagne Rocciose il territorio è inciso da una fossa. Tra la fossa e la costa s'innalza la Catena Costiera.